# Musée national des mines
Le musée national des mines du Luxembourg est un musée situé à Rumelange, à l'extrême-sud du pays près de la frontière française.
On peut y apprendre comment les mineurs vivaient ainsi que davantage sur la vie du syndicaliste et homme politique Jean-Pierre Bausch (lb).